# Robert Charles Winthrop

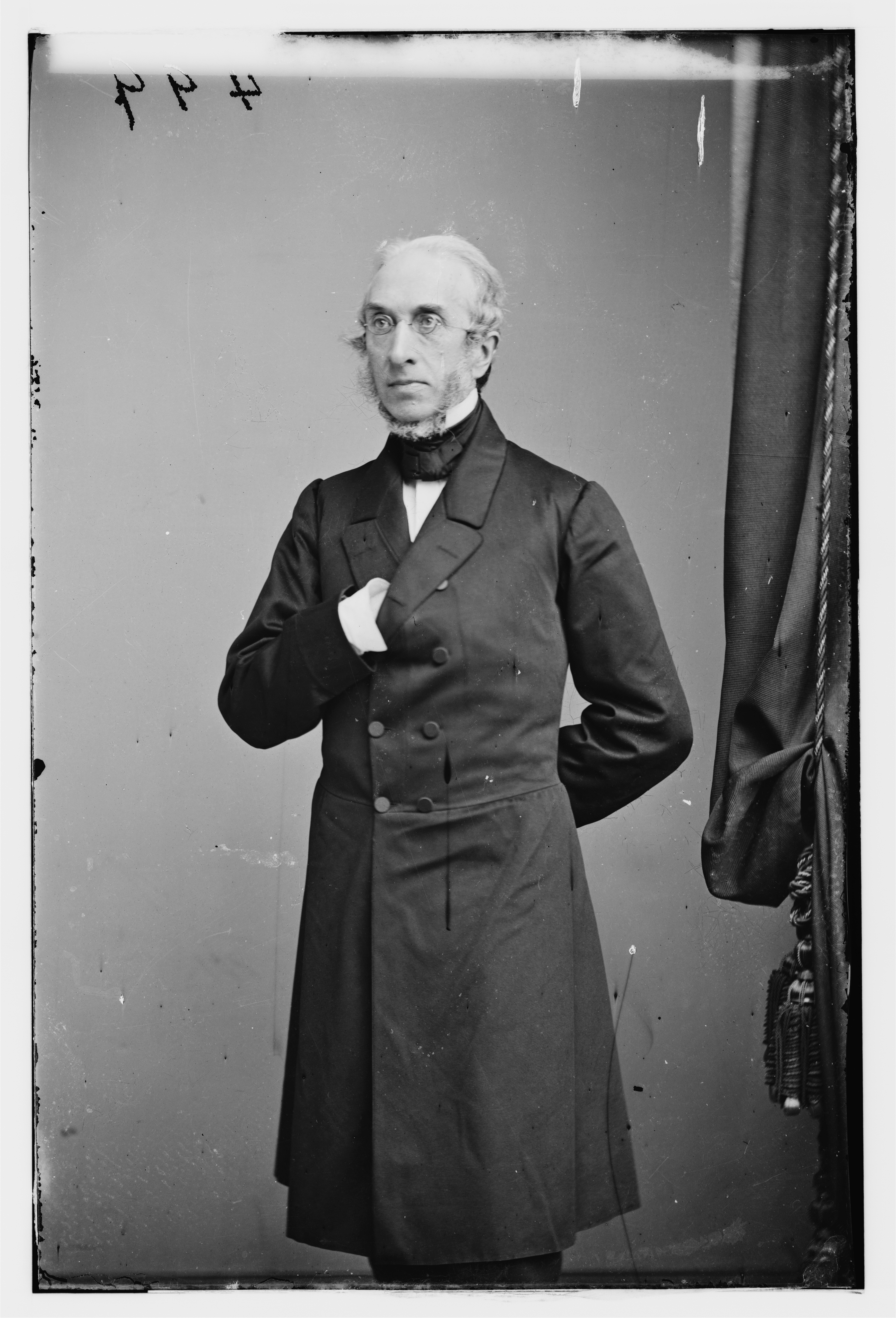
Robert Charles Winthrop (1809–1894)

Robert Charles Winthrop (* 12. Mai 1809 in Boston, Massachusetts; † 16. November 1894 ebenda) war ein US-amerikanischer Politiker. Von 1840 bis 1850 war er – mit Unterbrechung – Mitglied des Repräsentantenhauses der Vereinigten Staaten, 1847 bis 1849 fungierte er als dessen 22. Sprecher. Außerdem war er von 1850 bis 1851 US-Senator für den Bundesstaat Massachusetts.

## Frühe Jahre
Winthrop besuchte die Boston Latin School und schloss seine Schulausbildung 1828 an der Harvard University ab. Danach erlernte er unter Daniel Webster den Anwaltsberuf und erhielt 1831 die Anwaltszulassung. Von 1835 bis 1840 war er im Repräsentantenhaus des Staates Massachusetts, von 1838 bis 1840 war er zudem der Sprecher des Hauses.

## Politik

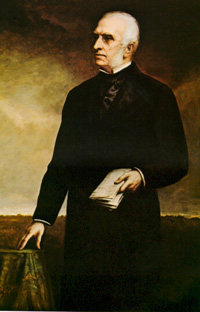
Robert Charles Winthrop auf einem Gemälde von Daniel Huntington, 1882

Winthrop wurde als Nachfolger des zurückgetretenen Abgeordneten Abbott Lawrence als Abgeordneter der Whigs in den 26. Kongress gewählt, in den er infolgedessen am 9. November 1840 eintrat, und wurde bei der folgenden Wahl auch bestätigt. Vor Ende seiner Amtszeit trat er allerdings am 25. Mai 1842 zurück. Sein Nachfolger wurde Nathan Appleton, der aber auch schon vor Ende der Amtszeit zurücktrat. Bei der darauf einberufenen Wiederwahl ließ sich Winthrop erneut aufstellen und trat dem Kongress nur wenige Monate nach seinem Rücktritt erneut bei. Er diente diesem für vier weitere Amtszeiten, bei den Wahlen vom 28. bis zum 31. Kongress wurde er immer wiedergewählt, im 30. Kongress war er Sprecher des Repräsentantenhauses (6. Dezember 1847 – 4. März 1849). 1849 wurde er in die American Academy of Arts and Sciences gewählt. In der laufenden Amtszeit trat er am 30. Juli 1850 zurück, um das ihm angebotene Amt des Senators anzunehmen, welches freigeworden war, nachdem sein ehemaliger Ausbilder Daniel Webster von diesem Amt zurückgetreten war. Er diente im Senat lediglich vom 30. Juli 1850 bis zum 1. Februar 1851, da er nicht wiedergewählt wurde. Ebenfalls ließ er sich im selben Jahr erfolglos zur Wahl des Gouverneurs von Massachusetts aufstellen und saß ein Jahr später im Electoral College, das Gremium der Wahlmänner, welches nach der Präsidentschaftswahl zusammenkommt, um den Präsidenten zu wählen.

## Späte Jahre
Nach seinem Ausstieg aus der Politik engagierte er sich bis zu seinem Tod für wohltätige Zwecke. Die Winthrop University wurde nach ihm benannt, da er ihr Geld spendete, die zur Eröffnung der Schule führte. Er starb am 16. November 1894 in seiner Heimatstadt Boston und liegt auf dem Mount Auburn Cemetery in Cambridge, Massachusetts begraben.

## Familie
- Seine Eltern waren Thomas Lindall Winthrop (1760–1841) und Elizabeth Bowdoin Temple (1769–1825)
- Er heiratete am 12. März 1832 seine Ehefrau Elizabeth Cabot Blanchard (1809–1842) und hatte mit ihr drei Kinder.
- Nach dem Tod seiner ersten Ehefrau heiratete er Laura (née Derby) Welles und nach deren Tod (1861) seine dritte Frau Adele (née Granger) Thayer.
- Er ist der Ur-Ur-Großvater des US-Senators und Präsidentschaftskandidaten der Demokratischen Partei bei der Wahl 2004, John Kerry.